# Programmzeitschrift
Die Programmzeitschrift ist eine Publikumszeitschrift mit der Hauptaufgabe, über das Fernsehprogramm und Rundfunkprogramm zu informieren.
Auf speziellen Programmseiten stehen die Angebote der Sender aufgelistet. In Deutschland ist es üblich, dass jedem Sender ein bestimmter Platz zugeordnet wird. In anderen Ländern gibt es auch Fernsehzeitschriften, die Sendungen nur nach Uhrzeit sortieren. Viele Programmzeitschriften erweiterten im Laufe der Zeit ihr Spektrum und boten auch Informationen über Kino, Computer, Buch, DVD und Musik an.
Seit dem Erfolg von Smartphones und Tablet-Computern etwa um das Jahr 2010 nutzen immer mehr Menschen auf diesen Geräten laufende, meist werbefinanzierte Programmzeitschriften-Apps. Diese Apps stellen damit eine neue Generation der Programmzeitschriften mit zahlreichen Erweiterungen und multimedialen Elementen dar. So können durch das Tippen auf ein Programm in der Senderliste detaillierte Informationen zu dieser Sendung angezeigt werden. Weil Apps keinen drucktechnischen Beschränkungen unterliegen, ist die Zahl der angebotenen Informationen und deren inhaltlicher Umfang in der Regel größer.

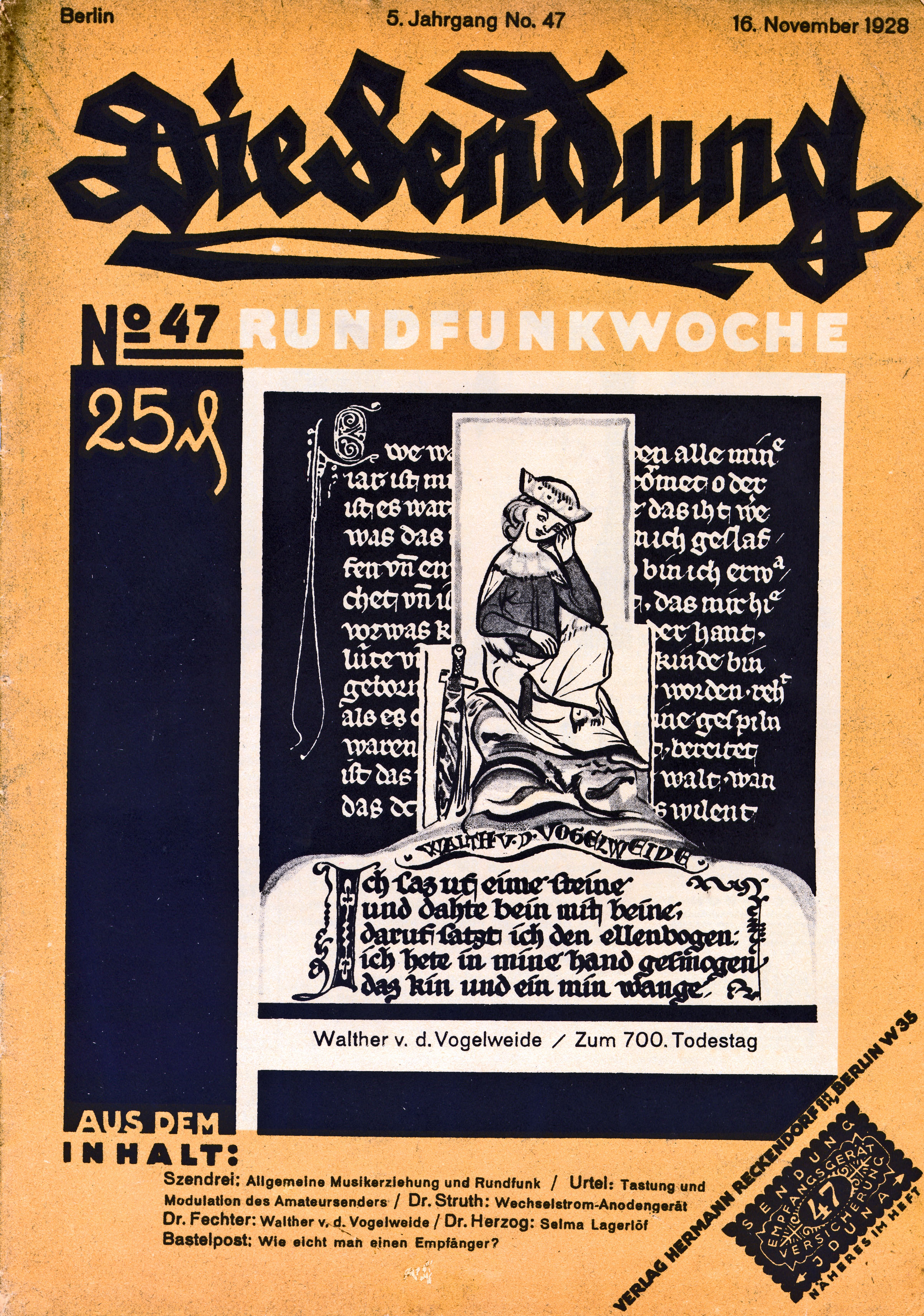
Die Zeitschrift „Die Sendung“ (1928)

Die ersten deutschen Programmzeitschriften entstanden mit dem Beginn des Rundfunks. 1926 gründete der Heinrich Bauer Verlag die Rundfunkzeitung Rundfunkkritik. Ab dieser Zeit bildete sich im deutschen Reich eine föderale Rundfunkstruktur mit zehn Sendern heraus, die 1932 alle ihre eigenen Programmzeitschriften herausgaben, etwa die Südwestdeutsche Rundfunkzeitung S.R.Z. oder die Mirag, NORAG und WERAG der Mitteldeutschen, Norddeutschen und Westdeutschen Sender AGs.

## Vertriebsformen, Typisierung und Zielgruppen
Programmzeitschriften werden je nach Herausgeber und Erlösmodell verschiedenen Gruppen zugeordnet – hier die vier wichtigsten:
- Klassische Kaufzeitschriften mit Kiosk- und Abonnementsvertrieb als Programmzeitschriften im engeren Sinn
- Objektübergreifende, werbefinanzierte Programmsupplements zu Tageszeitungen
- Anzeigenblätter oder Kundenzeitschriften mit Programminformationen als inhaltlichem Schwerpunkt
- Programmhefte einzelner Sender im kostenlosen oder erlösgerichteten Vertrieb

Die klassischen Kaufzeitschriften bilden nach ihrem Erscheinungstakt (wöchentlich, 14-täglich, monatlich) drei weitere Untergattungen, die jeweils unterschiedliche Zielgruppen bedienen und spezifische redaktionelle Konzepte abbilden.
So haben die wöchentlichen Programmzeitschriften als älteste Untergattung einen signifikant höheren Frauenanteil und durchgehend eine ältere Leserschaft als die erst Anfang der 1990er Jahre zielgruppengerichtet eingeführten 14-täglichen Magazine: Extrembeispiele sind zum Beispiel in Deutschland die Wochentitel  die zwei (Frauenanteil 79,3 Prozent) und Auf einen Blick (53,4 Prozent der Leser 60 Jahre und älter) im Gegensatz zur 14-täglichen TV Digital (Frauenanteil 39,9 Prozent, 60-plus-Anteil 11,0 Prozent) oder zur seit 1990 erscheinenden TV Spielfilm (47,0 Prozent Frauen, 13,4 Prozent 60 plus).

## Geschichte
Die typische Gründungsphase der monatlichen Programmzeitschriften als dritter und jüngster Untergattung liegt ab dem Jahr 2000. Titel wie TV pur oder Nur TV unterscheiden sich vom umfangreichen redaktionellen Zusatzinhalt der 14-täglichen Konkurrenten durch ihre Beschränkung auf die reinen Programmdaten. Ende Februar 2012 attestierte DWDL.de den monatlichen Programmzeitschriften eine zum Ende hin stark abnehmende Zuverlässigkeit.

## Markt und Gattungsreichweite
Deutschland ist mit 34 erscheinenden Programm-Kaufzeitschriften weltweit der Markt mit der größten Auswahl: In den USA gibt es  nur eine einzige landesweite Programmzeitschrift (TV Guide), Großbritannien zählt acht, Frankreich und die Niederlande je 13 Titel. Auf die Einwohnerzahl bezogen hoch ist die Zahl von acht Zeitschriften in der Schweiz, während Österreich nur über ein Magazin (TV-Media) verfügt.
In Deutschland sind Programmzeitschriften mit einer Netto-Gattungsreichweite von mehr als 41 Millionen Lesern das reichweitenstärkste Segment in der Media-Analyse 2008, gefolgt von den „Aktuellen Zeitschriften“ (31,54 Millionen) und den Frauenzeitschriften (27,99 Millionen). Insgesamt erreichen die Kauftitel der Programmzeitschriften 63,3 Prozent der Bevölkerung. Die Gesamtauflage pro Erscheinungsintervall beträgt rund 18 Millionen Exemplare.
Da inzwischen statistisch gesehen jeder zweite Deutsche eine Programmzeitschrift hat, werden aufwändige, teure Titel vom deutschen Markt nicht mehr angenommen. Sämtliche etablierten Zeitschriften kommen von den Verlagen Bauer, Springer, Gong und Burda. Alle anderen Neuerscheinungen mussten aufgeben, beispielsweise  TV49 Anfang 2009. Während Hörzu und Auf einen Blick seit den 1990er Jahren kontinuierlich an Auflage verlieren und seit Mitte der 2000er Jahre auch TV Movie und TV Spielfilm einen Auflagenschwund hinnehmen müssen, werden TV4Wochen und tvtop häufiger gelesen. TV Spielfilm verzeichnet pro Jahr seit dem Herbst 2000 ein Auflagenminus von 71 Prozent.

## Marktführende Titel und Anbieter

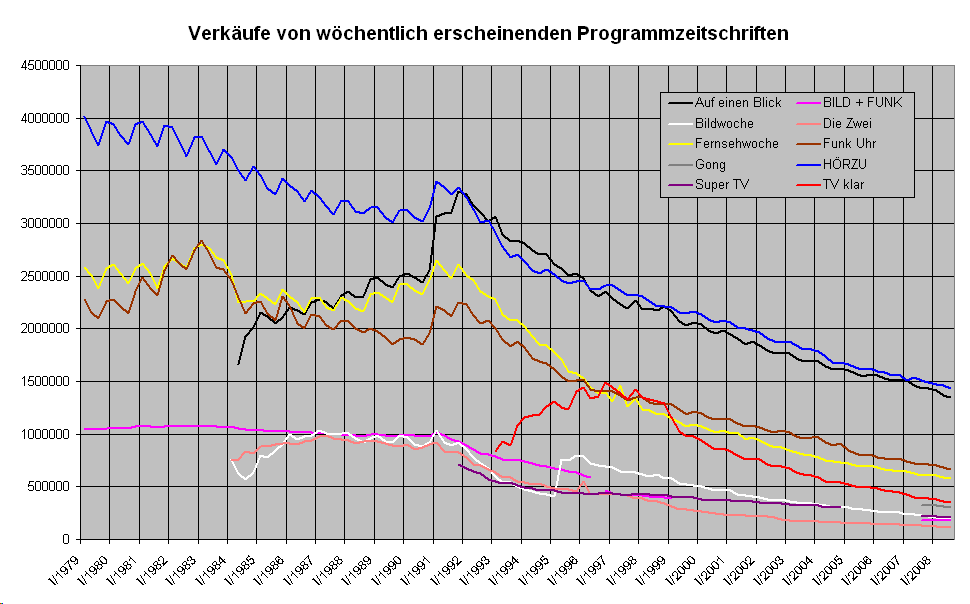
Anzahl von einigen verkauften, wöchentlich erscheinenden Programmzeitschriften 1979–2008

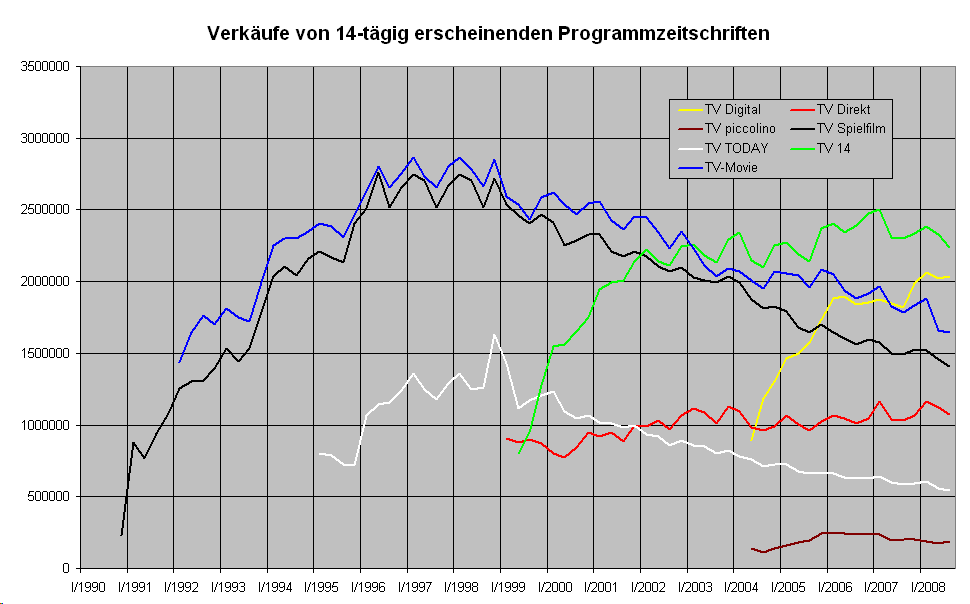
Anzahl von einigen verkauften, 14-täglich erscheinenden Programmzeitschriften 1979–2008

Meistverkaufte deutsche Programmzeitschrift ist tv14 mit einer durchschnittlichen verkauften Auflage von 2,33 Millionen Exemplaren (IVW Quartal IV/2007).
TV Digital folgte mit 1,99 Millionen Auflage.
Auf Platz drei lag TV Movie mit 1,83 Millionen.
Der Markt wird von vier Verlagen dominiert: Bauer Verlagsgruppe (Marktanteil im vierten Quartal 2007 nach Auflage 48,0 Prozent), Axel Springer Verlag (21,7 Prozent), Burda Verlag (19,5 Prozent) und Gong Verlag (10,9 Prozent).

## Elektronische Zeitschriften
Für den Computer gibt es spezielle Fernsehzeitschriftprogramme wie das von Hörzu vertriebene TVgenial, das von TV Digital vertriebene tvDIGITAL OnGuide, teXXas, sowie das von TV Movie ClickFinder und das Open-Source-Projekt TV-Browser. Während TVgenial mehr Bilder bietet, enthält die kostenfreie Version des Programms nur wenige Sender, das Komplettprogramm ist nur in der Bezahlversion einsehbar. TV-Browser enthält die meisten Sender, jedoch nur zu einzelnen die Bilder.